# Tachov (district de Česká Lípa)
Pour les articles homonymes, voir Tachov (homonymie).
Tachov  (en allemand : Tacha) est une commune du district de Česká Lípa, dans la région de Liberec, en République tchèque. Sa population s'élevait à 216 habitants en 2021.

## Géographie
Tachov se trouve à 17 km au sud-est de Česká Lípa, à 39 km au sud-ouest de Liberec et à 54 km au nord-nord-est de Prague.
La commune est limitée par Doksy au nord-ouest, au nord et au nord-est, par Okna au sud-est, par Ždírec au sud et par Dubá à l'ouest.

## Histoire
La première mention écrite du village date de 1460.

## Galerie

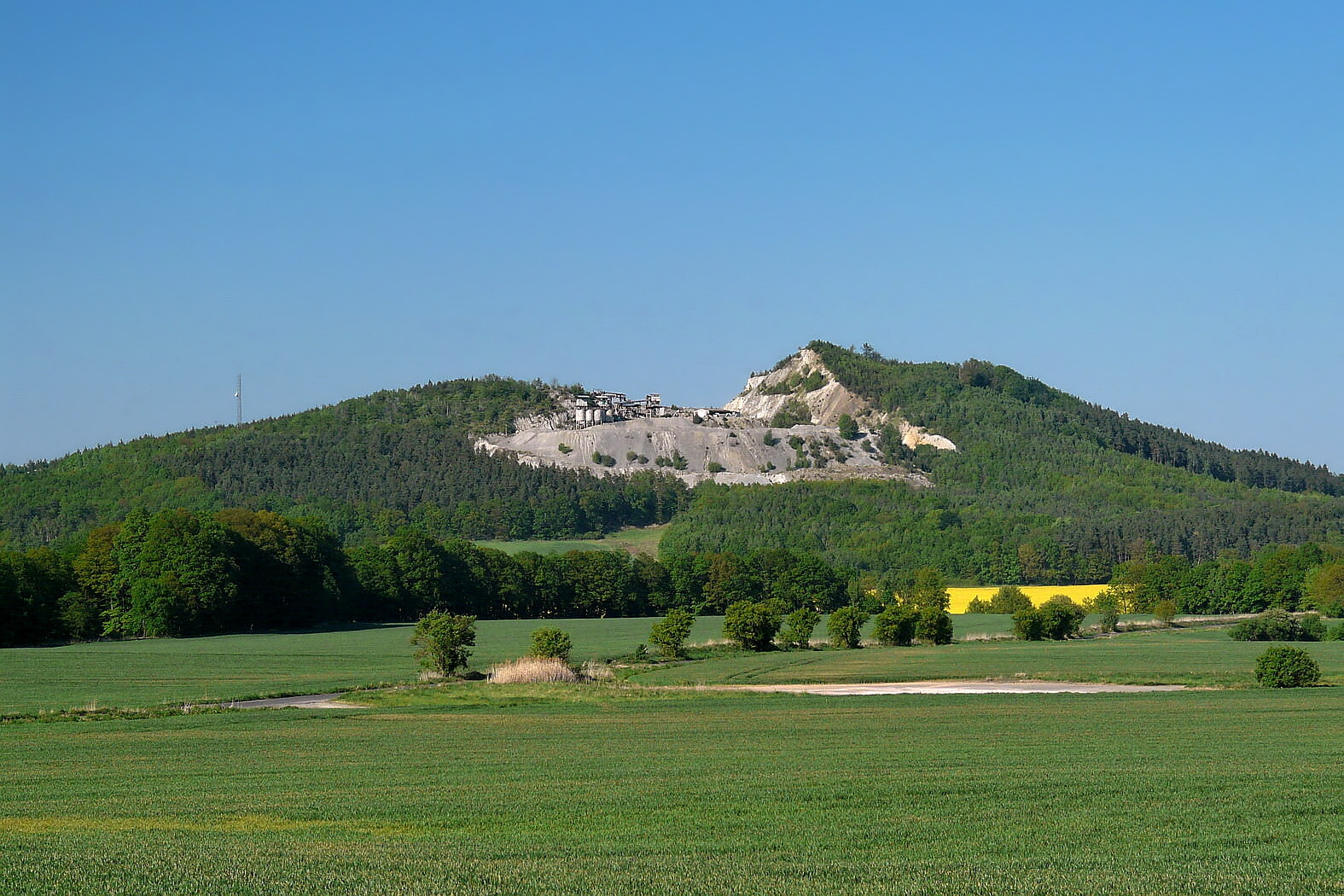
Tachovský vrch.
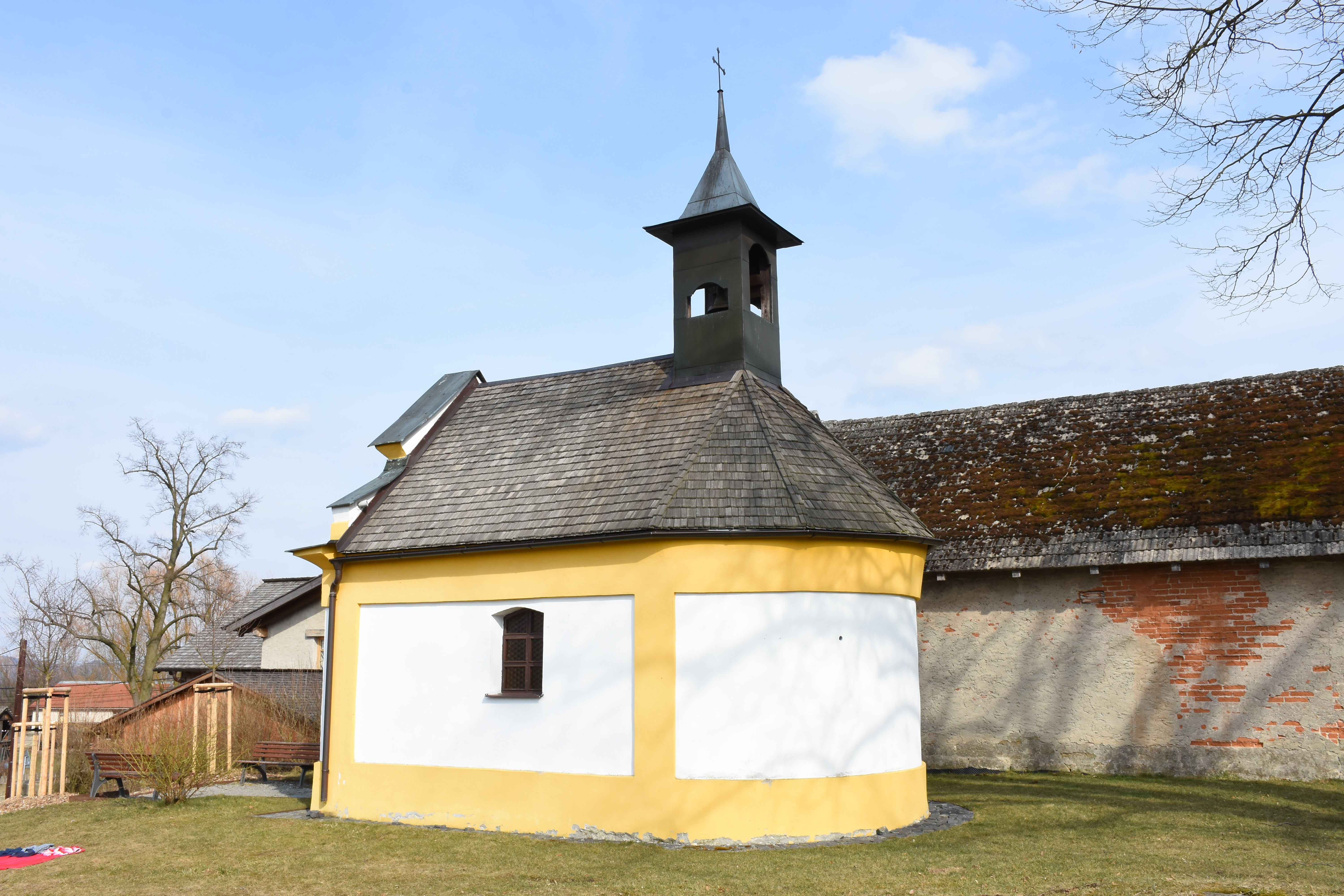
Chapelle à Tachov.

## Transports
Par la route, Tachov se trouve à 3 km de Doksy, à 22 km de Česká Lípa, à 58 km de Liberec et à 72 km de Prague.